# Canalul Main–Dunăre

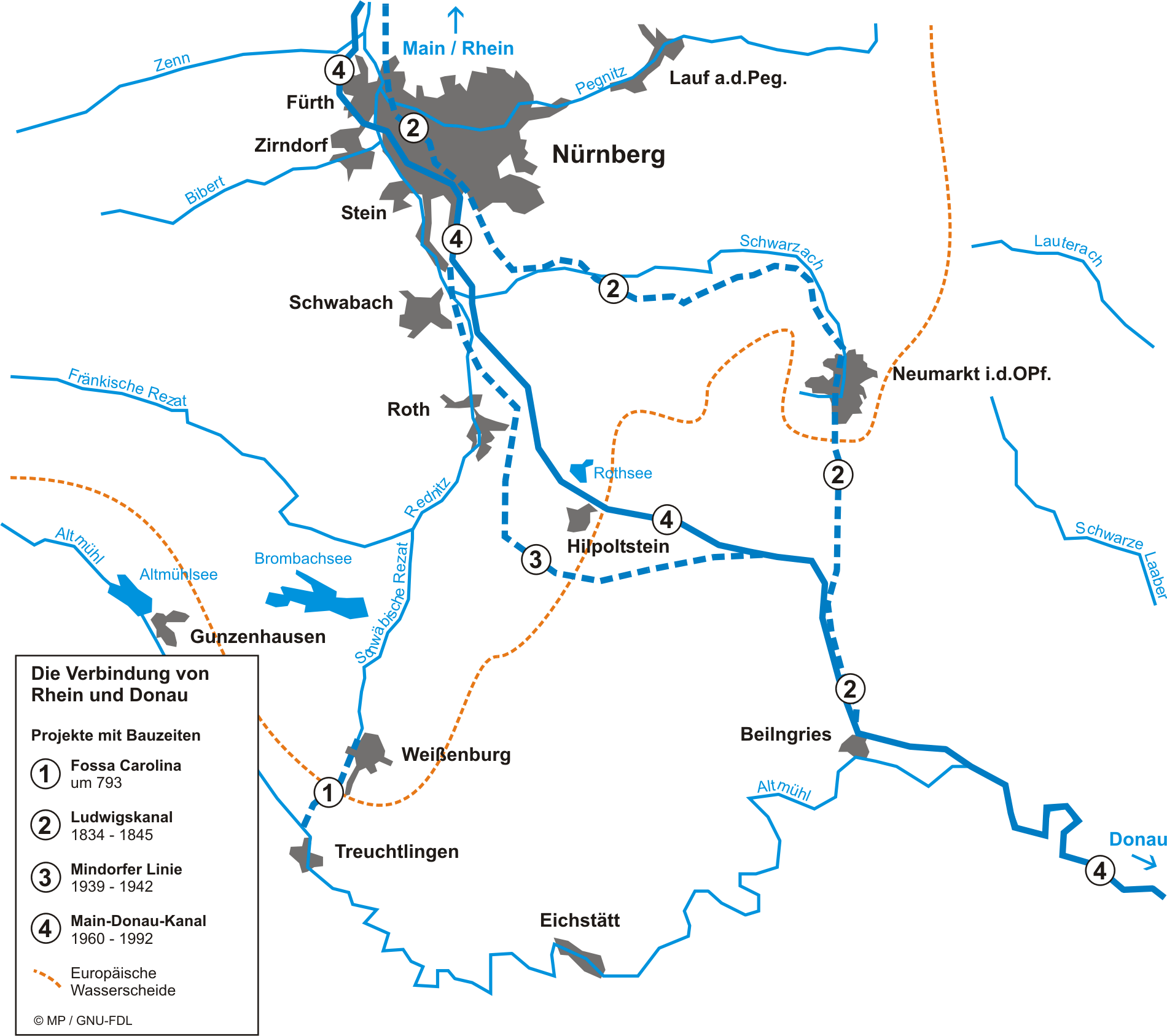
Diferite proiecte de legătură între râurile Main și Dunăre

Traseul maritim cel mai scurt între Rotterdam și Constanța

Grafica de relief al Canalului Main–Dunăre

Canalul Main–Dunăre (numit în germană Main-Donau-Kanal, Canalul Rin–Main–Dunăre, Canalul-RMD sau Canalul Europei) cu o lungime de 171 km, leagă începând din anul 1992 râul Main cu Dunărea de la Bamberg prin Nürnberg la Kelheim.
Canalul face parte din traseul maritim între Rotterdam și Constanța, care este legătura navigabilă cea mai scurtă între Marea Nordului și Marea Neagră, pe râurile Rin, Main, Canalul Main–Dunăre, Dunărea și Canalul Dunăre–Marea Neagră.

## Istorie
Planul unei legături între râurile Rin respectiv Main și Dunărea exista din jurul anului 793, când Carol cel Mare a ordonat construirea unui canal între râul Schwäbische Rezat și Altmühl pe lângă actuala localitate Treuchtlingen, numindu-se Fossa Carolina sau Karlsgraben („Canalul Carol”). Se presupune că, acesta avea o lungime de aproximativ 3000 m, și scopul lucrării era îmbunătățirea traficului pentru comercianți care luau calea cu navele lor pe Rin și Main la Weißenburg. S-a putut dovedi că, pentru furnizarea secțiunii de nord al canalului cu apă, a fost mutată albia râului Rezat.
Ludwigskanal („Canalul-Ludwig”) construit între anii 1836 – 1846 între Bamberg și Kelheim și stricat în timpul celui de-al Doilea Război Mondial, a fost abandonat definitiv în anul 1950. La scurt timp după terminarea construcției, importanța canalului a scăzut. Motivul era traseul dificil cu multe ecluze, lipsa de apă în pozițiile de vârf și lățimea canalului. Progresarea rapidă, în special al rețelei căi ferate în sudul Germaniei, a făcut canalul să nu devină rentabil.
Primele planuri concrete pentru o nouă cale navigabilă au fost create în anul 1938, când a fost planificat canalul în sudul Nürnbergului, așa-numita Mindorfer Linie („Linia Mindorfer”). În anul 1939 în Pyras (Thalmässing) și Mindorf (Hilpoltstein) au început primele măsurători, după care la scurt timp s-a început cu construcția canalului.
În timpul celui de-al Doilea Război Mondial (1942), lucrările au fost complet abandonate. După război aceste planuri nu au mai fost urmărite, dar în schimb în anii ‘50 au fost preluate planificările ale canalului de azi.

### Reluarea construcției
Lucrările canalului între Bamberg și Nürnberg au început în anul 1960 și terminate în 1972.
În anul 1962 au fost terminate lucrările de amenajare al canalului pe râul Main pînă la Bamberg.
Ultima secțiune între Kelheim și Nürnberg, în anii ‘70 și ‘80, a fost politic controversat pentru aceea sectiune de 34 km care trec prin Valea Altmühl. În data de 25 septembrie 1992 și această ultimă bucată de canal a fost dată în funcție.
Volumul de transport de pe Canalul Main–Dunăre a fost în anul 2007 cu 6,5% mai mare față de anul precedent.

### Ruperea barajului la Katzwang, 1979

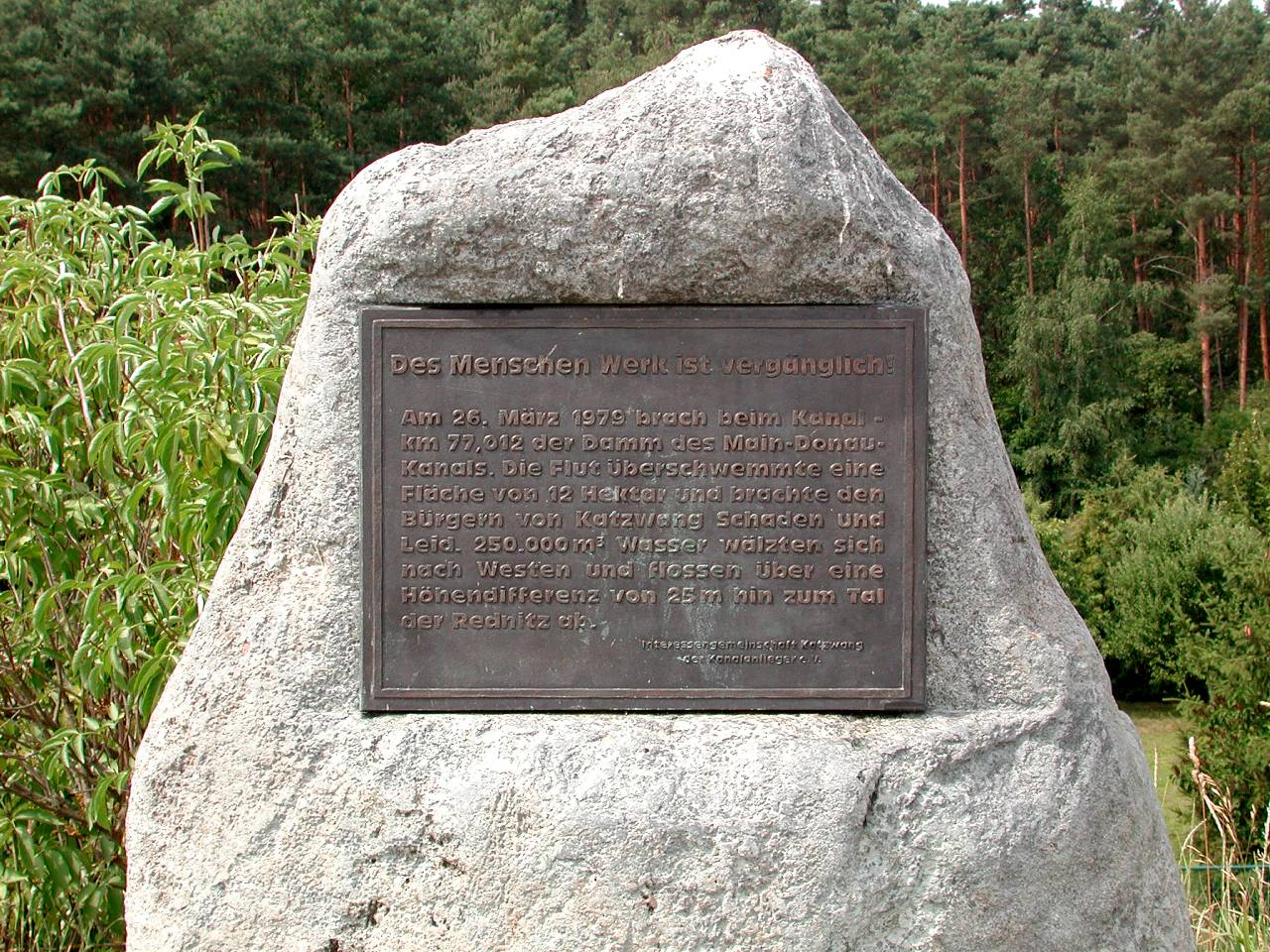
Placă memorială în amintirea accidentuli din 26 martie 1979

La lucrările de construcție al canalului, în data de 26 martie 1979 se petrecuse un accident grav. La Katzwang, o circumscripție al Nürnbergului, s-a rupt terasamentul canalului care se mai afla încă în construcție, dar era deja inundat cu apă. Prin porțiunea de 15 m din terasamentul rupt, s-au scurs aproximativ 350 de milioane de litri de apă și a inundat o mare parte din Katzwangul vechi.
Puterea apei a fost atât de mare, încât a făcut o groapă de până la zece metri și a dus automobile, oameni și case. Mai multe persoane au fost salvate de elicoptere cu trolii de pe acoperișurile caselor. O fată de 12 ani, a murit la încercarea de a fi salvată. Valoarea pagubelor materiale se ridica la aproximativ 12 milioane Euro.

## Urmările asupra ecologiei
Construirea canalului implică totodată și pericole pentru ecologie. Canalul Main–Dunăre face de asemenea posibil ca animalele să se răspândească din vestul Europei spre est sau invers. Acestea sunt așa-numitele specii invazive, care de multe ori produc dificultăți speciilor indigene în sistemul ecologic regional: concurența cu specii care trăiesc deja acolo, lipsa de specii răpitoare locale care să regleze echilibrul etc. Aceste specii invazive nu se adaptează în sistemul ecologic existent, ci îl dezechilibrează. Deci nu sunt o îmbogățire pentru fauna locală, ci duc la dispariția acesteia.
Așa s-a întâmplat cu specii marine răpitoare și vorace, aduse din marile sudului pe carena vapoarele transoceanice în porturile nordului, afectate in special porturile Rotterdam și Amsterdam și canalele fluviale legate de acestea, Rinul fiind masiv infestat.
Foarte discutabil este și viitorul circuitului apei în natură. Faptul că, în scopul de a menține nivelurile de apă navigabile, în principal valea Regnitz și Rednitz, trebuie să fie transferată apă prin intermediul râului Altmühl din lacul Großer Brombachsee. Prin aceasta este străpunsă cumpăna apelor naturală în bazinului hidrografic între Dunăre și Rin. Mulți specialiști in hidrologie, agronomie și mediu trag semnale de alarmă alaturinde meteorologi, că acest dezechilibru hidric ar accelera ireversibil procesul de deșertificare al granarului Rinului început în urmă cu de 75 ani.

## Caracteristică specială
Distanța de înot al concursului de triatlon, al evenimentului sportiv Challenge Roth, se desfășoară pe Canalul Main–Dunăre la Hilpoltstein. Distanța de 14 km se desfășoară de la ecluza Leerstetten la Hilpoltstein pe traseul de circulație al canalului. În perioada desfășurării acestuia, traficul ambarcațiunilor este oprită.

## Galerie de imagini

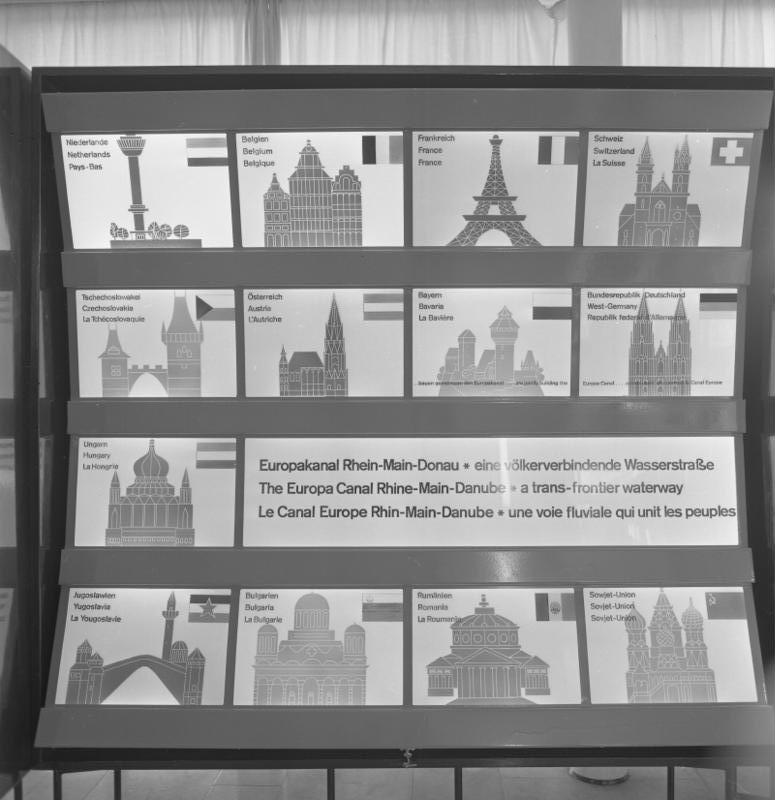
„Canalul Europei Rin–Main–Dunăre, o cale navigabilă de legătură între popoare”
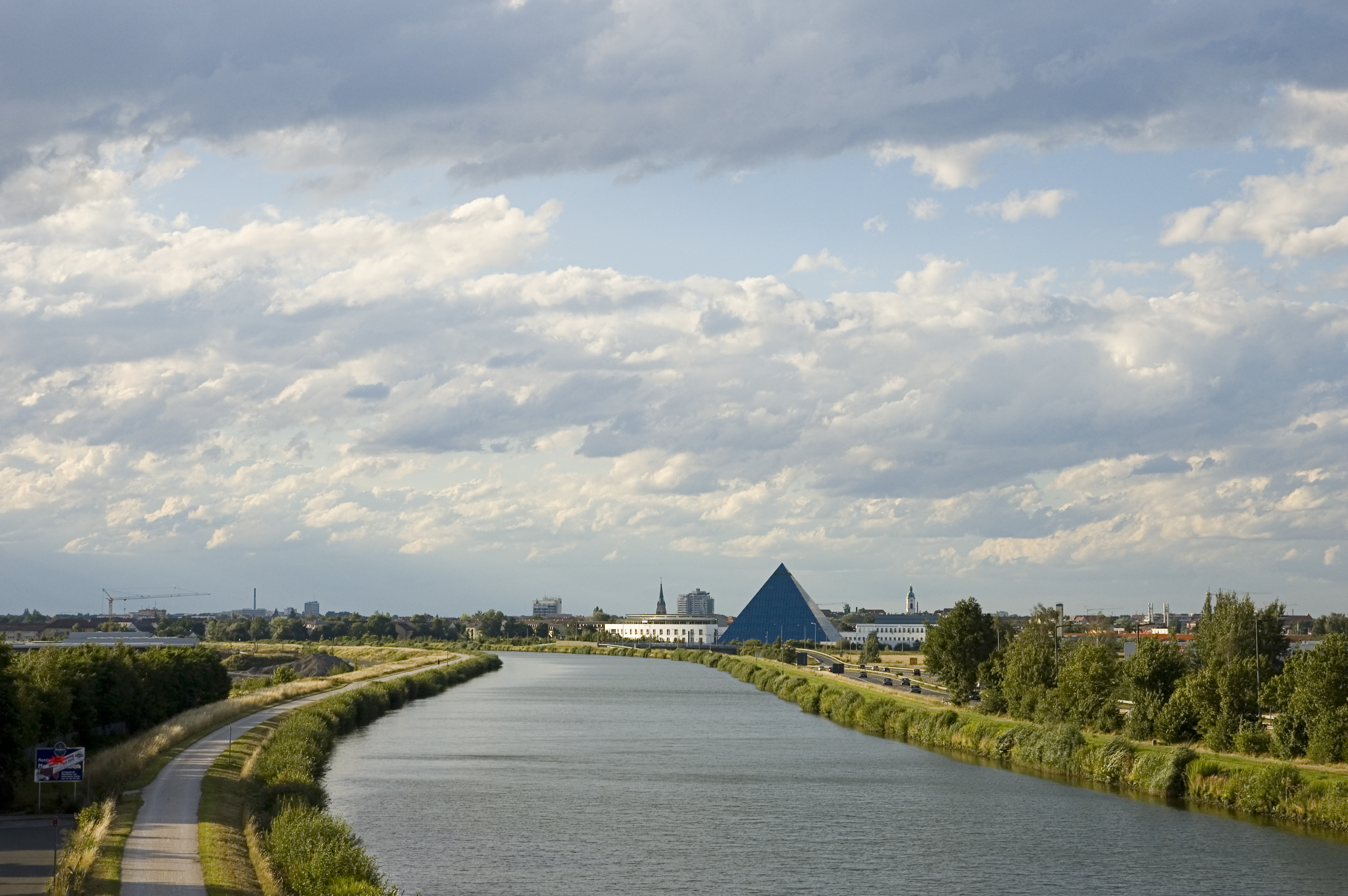
Canalul Main–Dunăre la Fürth, pe lîngă EuromedClinic și hotelul Hotelpyramide.
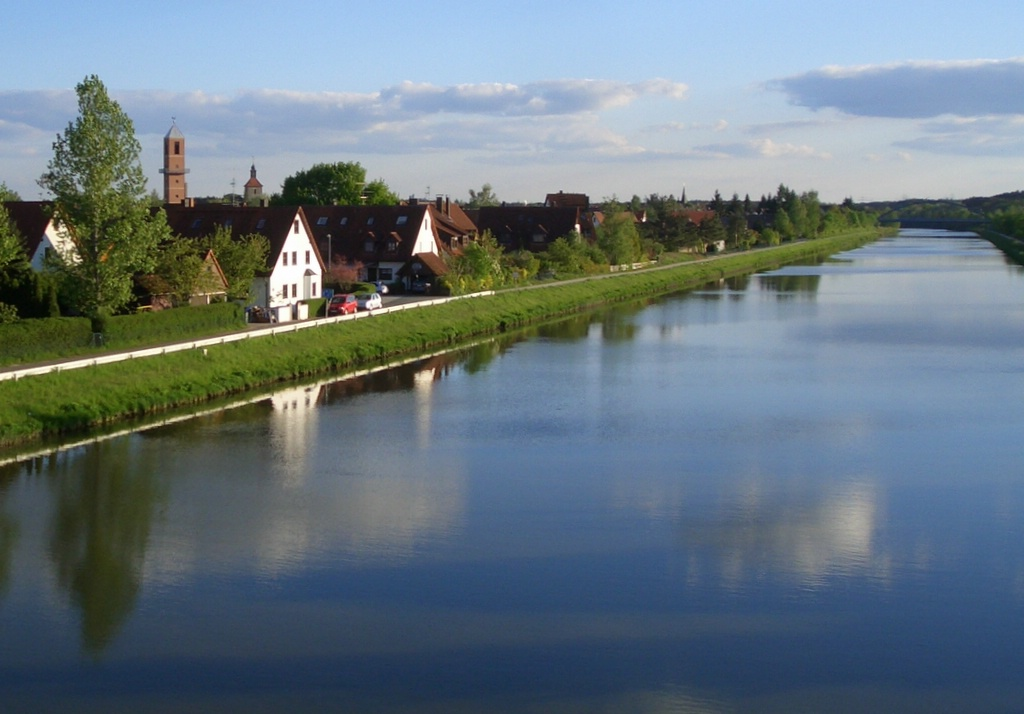
Comuna Möhrendorf, văzută de pe podul peste Canalul Main–Dunăre.
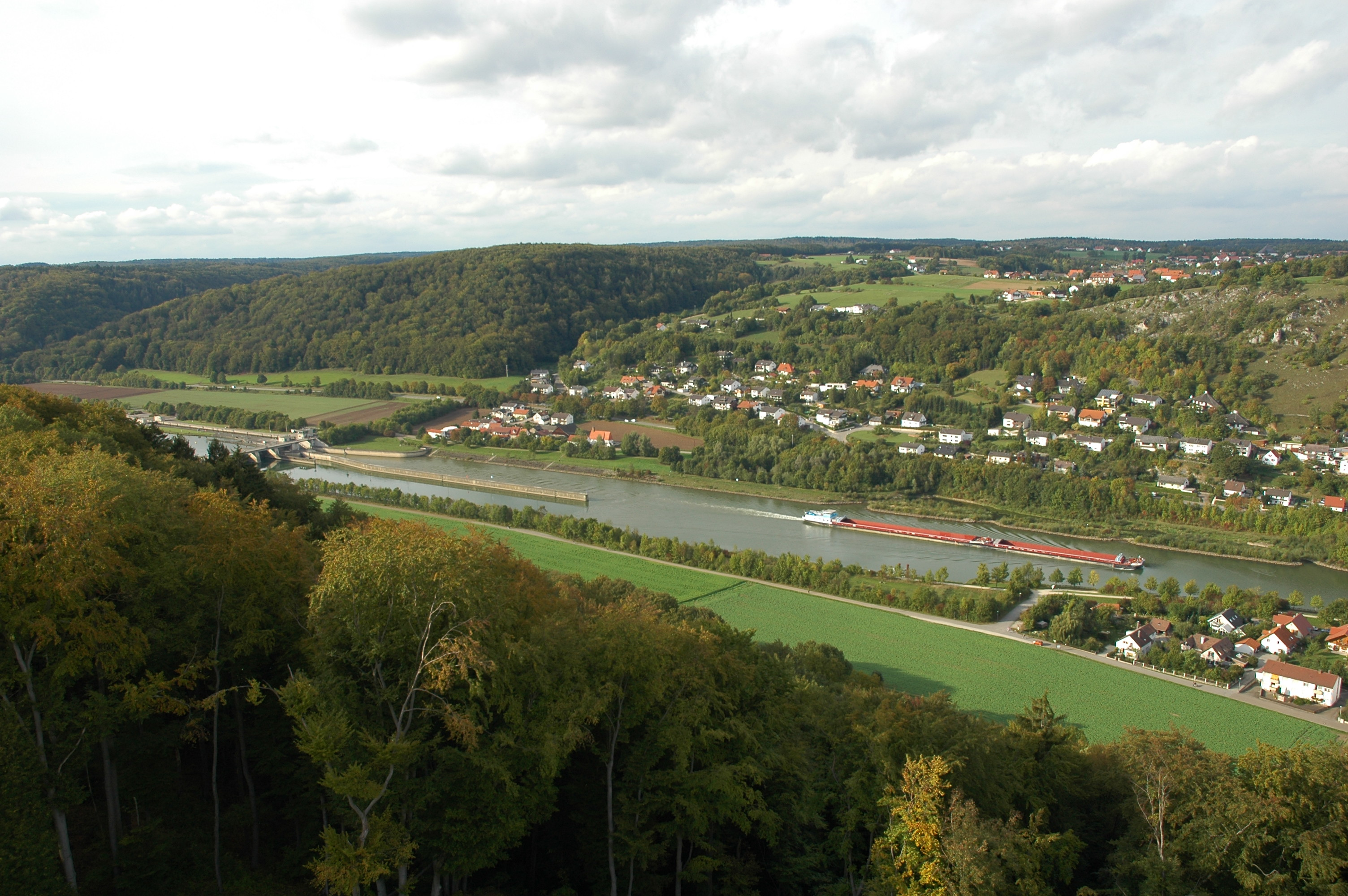
Ecluză la Kelheim pe râul Altmühl, care de la Riedenburg aparține de canal.
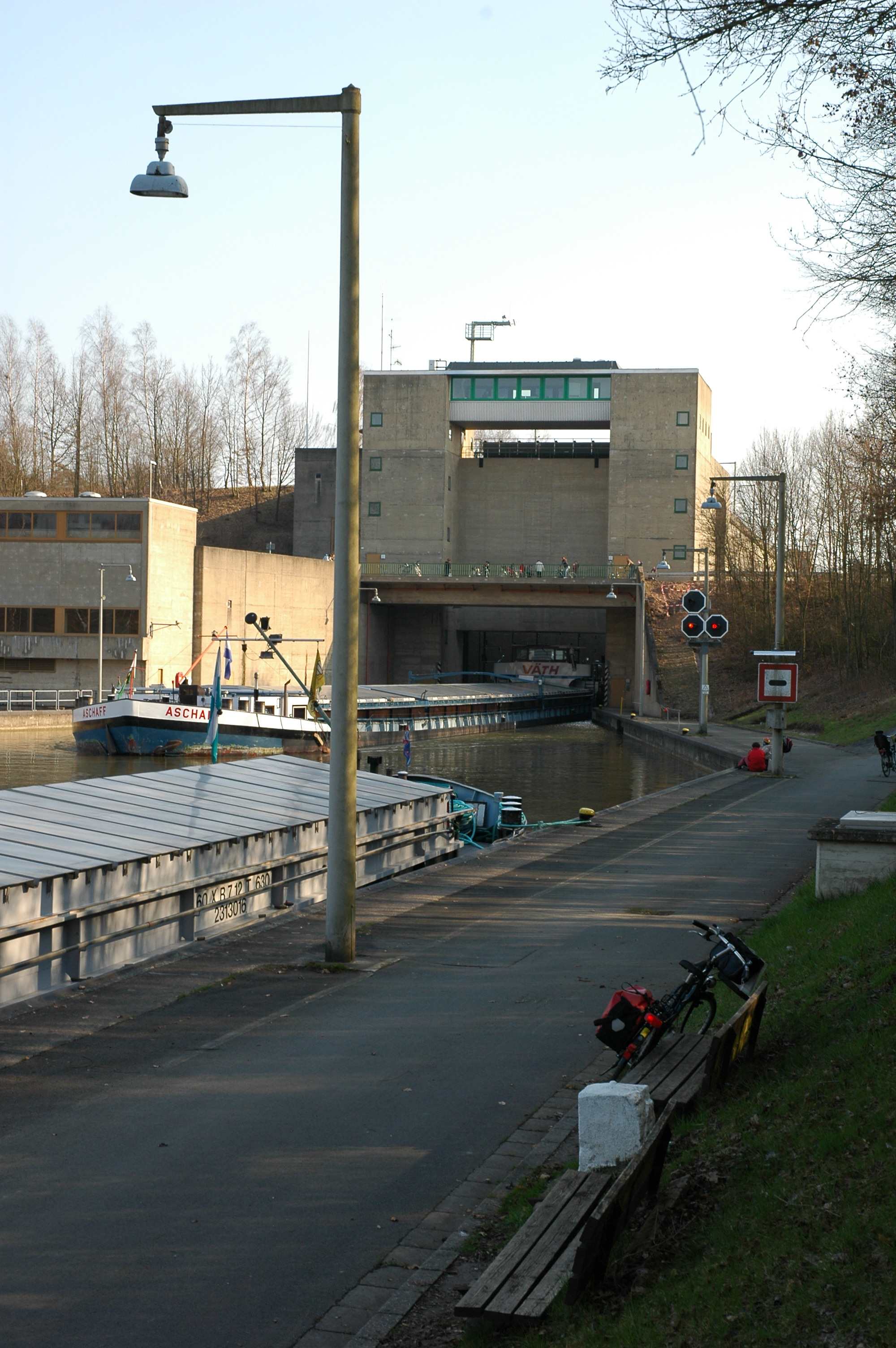
Ecluza Kriegenbrunn la Erlangen
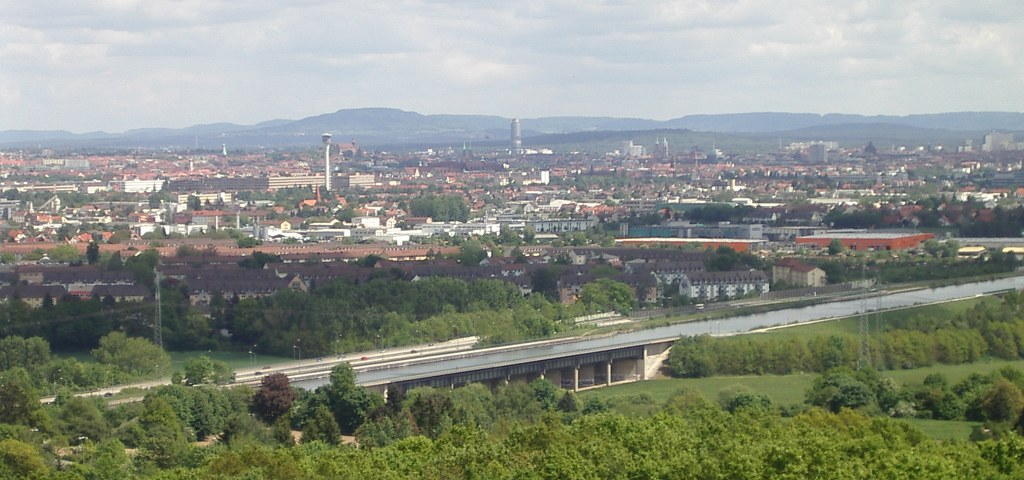
Canalul Main–Dunăre (parțial în jgheab metalic), văzut din Fürth spre Nürnberg.
Șlep pe Canalul Main–Dunăre, vedere spre ecluza la Eibach.
O croazieră pe Canalul Main–Dunăre la Nürnberg (Neukatzwang).
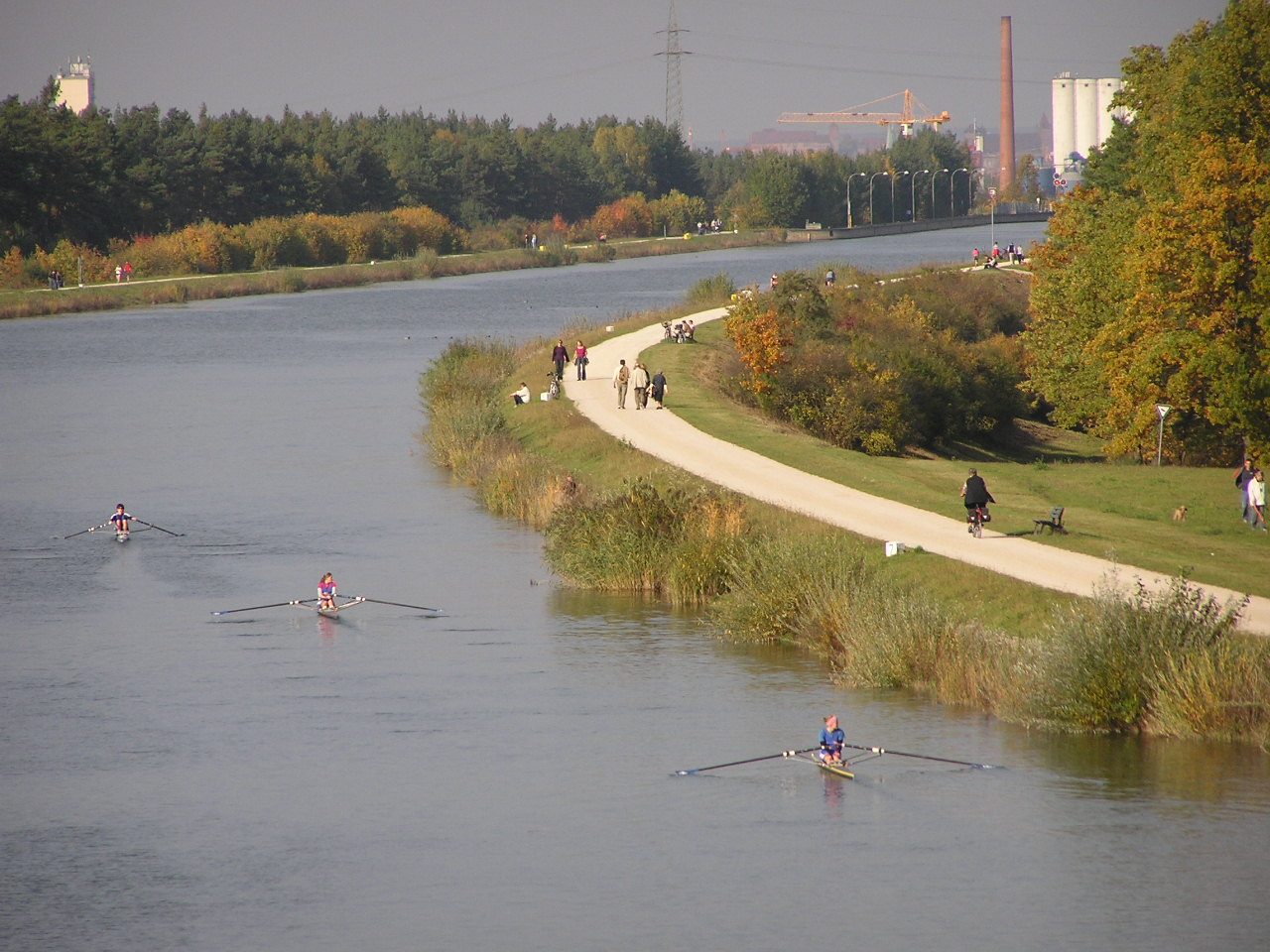
Canotori pe Canalul Main–Dunăre în apropierea Nürnbergului (Neukatzwang), spre ecluza Eibach.
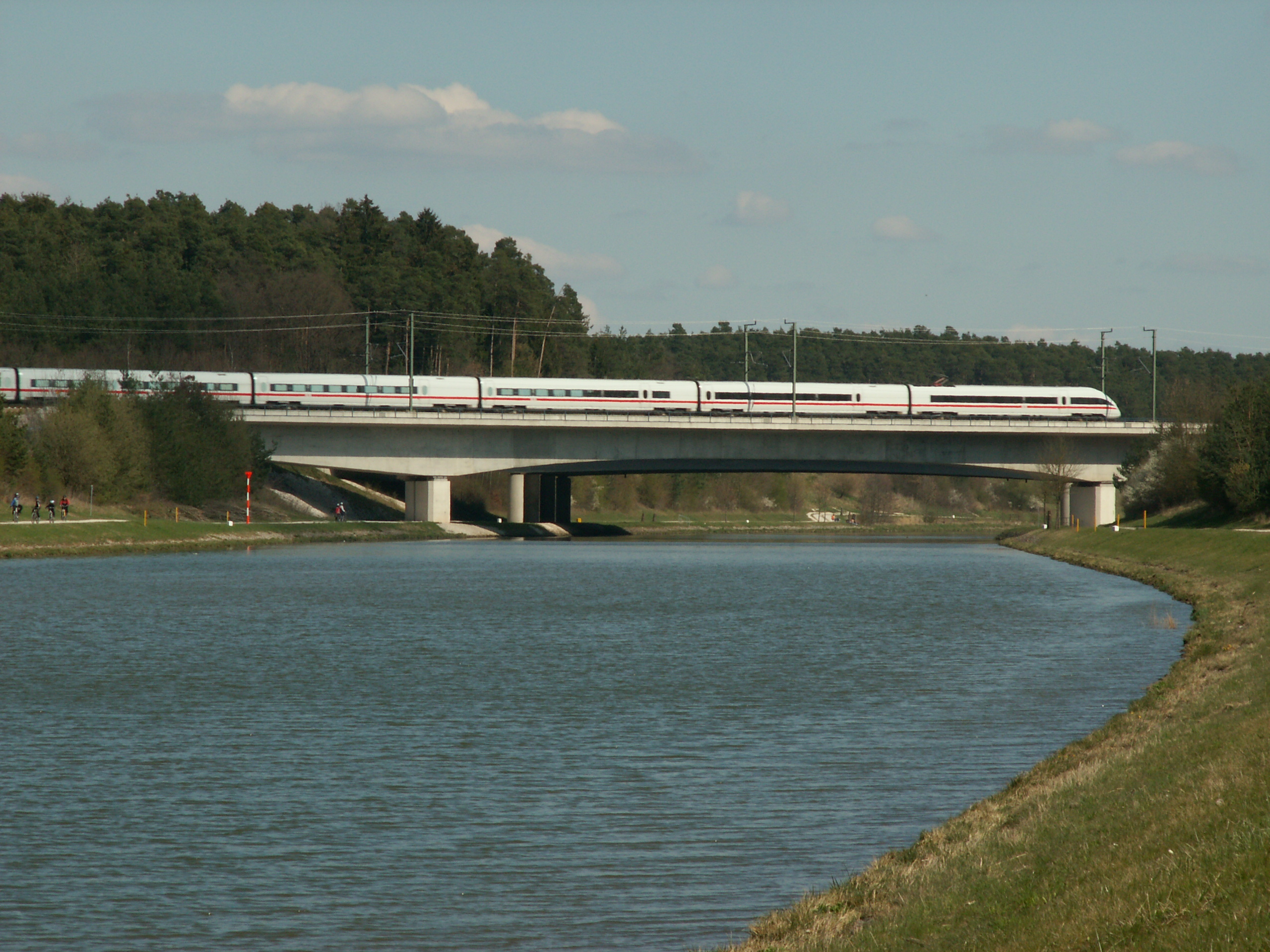
Canalul Main–Dunăre în apropierea Nürnbergului.

## Ecluzele canalului
| Localitatea  | Anul dării în folosință | Ecluză economă | Poziția ecluzei pe lungimea canalului | Lungimea apei până la ecluză în km | Altitudinea | Diferență de nivel în km | Lungimea ecluzei în m | Lățimea ecluzei în m | Ambarcațiuni trecute prin ecluză (2007) |
| ------------ | ----------------------- | -------------- | ------------------------------------- | ---------------------------------- | ----------- | ------------------------ | --------------------- | -------------------- | --------------------------------------- |
| Bamberg      | 1967                    | da             | 7,42                                  | 5,87                               | 241,80      | 10,94                    | 190,00                | 12,00                | 6625                                    |
| Strullendorf | 1967                    | da             | 13,29                                 | 12,60                              | 249,21      | 7,41                     | 190,00                | 12,00                | 6774                                    |
| Forchheim    | 1964                    | nu             | 25,89                                 | 6,97                               | 254,50      | 5,29                     | 190,00                | 12,00                | 6582                                    |
| Hausen       | 1968                    | da             | 32,86                                 | 8,19                               | 266,50      | 12,00                    | 190,00                | 12,00                | 6663                                    |
| Erlangen     | 1970                    | da             | 41,05                                 | 7,61                               | 284,80      | 18,30                    | 190,00                | 12,00                | 6664                                    |
| Kriegenbrunn | 1970                    | da             | 48,66                                 | 20,43                              | 303,10      | 18,30                    | 190,00                | 12,00                | 6614                                    |
| Nürnberg     | 1971                    | da             | 69,09                                 | 3,73                               | 312,50      | 9,40                     | 190,00                | 12,00                | 6671                                    |
| Eibach       | 1978                    | da             | 72,82                                 | 11,50                              | 331,99      | 19,49                    | 190,00                | 12,00                | 6261                                    |
| Leerstetten  | 1980                    | da             | 84,32                                 | 10,62                              | 356,66      | 24,67                    | 190,00                | 12,00                | 6257                                    |
| Eckersmühlen | 1985                    | da             | 94,94                                 | 4,05                               | 381,33      | 24,67                    | 190,00                | 12,00                | 6273                                    |
| Hilpoltstein | 1989                    | da             | 98,99                                 | 16,47                              | 406,00      | 24,67                    | 190,00                | 12,00                | 6275                                    |
| Bachhausen   | 1989                    | da             | 115,46                                | 16,47                              | 406,00      | 17,00                    | 190,00                | 12,00                | 6259                                    |
| Berching     | 1991                    | da             | 122,51                                | 7,05                               | 389,00      | 17,00                    | 190,00                | 12,00                | 6963                                    |
| Dietfurt     | 1984                    | da             | 135,26                                | 12,75                              | 372,00      | 17,00                    | 190,00                | 12,00                | 6441                                    |
| Riedenburg   | 1982                    | nu             | 150,83                                | 15,57                              | 355,00      | 8,40                     | 190,00                | 12,00                | 6820                                    |
| Kelheim      | 1981                    | nu             | 166,06                                | 15,23                              | 346,60      | 8,40                     | 190,00                | 12,00                | 7180                                    |